# Lijst van grootlinten in de Leopoldsorde
Dit is een lijst van gedecoreerden met het grootlint in de Belgische Leopoldsorde.

## Leden van de Belgische koninklijke familie
- Filip, 7de Koning der Belgen (24 april 1990)
- Mathilde, 7de Koningin der Belgen (19 september 2000)
- Kroonprinses Elisabeth, Hertogin van Brabant (25 oktober 2019)
- Koningin Paola van België (2 maart 1994)
- Albert II van België
- Prinses Astrid van België (6 juli 1997)
- Aartshertog Lorenz van Oostenrijk-Este (20 december 2000)
- Prins Laurent van België (6 augustus 1993)
- Prinses Claire van België (14 juli 2004)
- Graaf Karel van Vlaanderen
- Keizerin Charlotte van Mexico
- Prins Boudewijn van België

## Buitenlandse prominenten
Het grootlint in de Leopoldsorde wordt protocollair uitgereikt aan buitenlandse prominenten, vaak monarchen en staatshoofden, ter gelegenheid van een staatsbezoek. Deze diplomatieke uitreikingen zijn gereglementeerd noch gecontingenteerd.

### Monarchen
- Keizer Naruhito
- Koning Harald V van Noorwegen
- Groothertog Hendrik van Luxemburg
- Koning Felipe VI van Spanje
- Koning Frederik X van Denemarken
- Koning Karel XVI Gustaaf van Zweden
- Koning Willem-Alexander der Nederlanden
- Koning Abdoellah II van Jordanië
- Koning Mohammed VI van Marokko

#### Voormalige monarchen
- Koningin Margrethe II van Denemarken
- Koningin Elizabeth II van het Verenigd Koninkrijk
- Shah Mozaffar ed-Din Kadjar
- Prins Nicolaas van Roemenië
- Keizer Wilhelm II van Duitsland
- Keizer Pakoeboewono X van Soerakarta
- Lodewijk Filips, koning der Fransen, schoonvader van Leopold I
- Koningin Wilhelmina der Nederlanden
- Koningin Juliana der Nederlanden
- Koningin Beatrix der Nederlanden
- Koning Juan Carlos I van Spanje
- Prins Reinier III van Monaco
- Keizer Maximiliaan van Mexico
- Koning Bhumibol van Thailand
- Koningin Victoria van het Verenigd Koninkrijk
- Keizer Haile Selassie
- Keizer Hirohito
- Keizer Akihito van Japan
- Ernst I van Saksen-Coburg en Gotha
- Koning Lodewijk I van Beieren
- Koning Alexander I van Joegoslavië
- Koning Faisal I van Irak
- Koning Zog I van Albanië

### Leden van buitenlandse koningshuizen
- Hertog Karel Theodoor in Beieren, vader van koningin Elisabeth.
- Kroonprinses Victoria van Zweden
- Farah Diba, keizerin van Iran.
- Prins Bernhard der Nederlanden
- Prins Claus der Nederlanden
- prins Hendrik der Nederlanden
- Infanta Elena van Spanje
- Infanta Cristina van Spanje
- Koningin Sonja van Noorwegen
- Koningin Silvia van Zweden
- Koningin Rania van Jordanië
- Koningin Máxima der Nederlanden
- Koningin Sirikit
- Koningin Sofía van Spanje
- Keizerin Michiko van Japan
- Keizerin Masako van Japan

### Andere buitenlandse prominenten
- Markies Massimo d'Azeglio, Italiaans politicus
- Félix de Blochausen, diplomaat
- Théodore Quinette de Rochemont, Frans diplomaat
- Joseph Kasavubu, KB 30.6.190
- Jean Chrétien Baud, luitenant-gouverneur-generaal van Nederlands-Indië
- Chiang Kai-shek, president van Republiek China
- Wesley Clark, Supreme Allied Commander van de NAVO
- Jean de Lattre de Tassigny, chef d'État-major général de l’armée.
- Édouard Drouyn de Lhuys, voorzitter van de Académie d'Agriculture de France
- Recep Tayyip Erdoğan, president van Turkije
- Ferdinand Foch
- Joachim Gauck, Bondspresident van Duitsland
- Étienne Maurice Gérard, maarschalk van Frankrijk.
- Aleksander Kwaśniewski, President van Polen
- Emmanuel Macron, president van Frankrijk
- Ignacy Jan Paderewski
- Aimable Pélissier
- Józef Piłsudski
- Marcelo Rebelo de Sousa, president van Portugal
- Mstislav Rostropovitsj, cellist
- Antanas Smetona, president van Litouwen
- Jan Christian Smuts, Eerste minister van Zuid-Afrika
- Nicolas Jean-de-Dieu Soult, hertog van Dalmatië en Maarschalk van Frankrijk
- Josip Broz Tito
- Lech Wałęsa
- Xi Jinping, president van de Volksrepubliek China
- Jens Stoltenberg, secretaris-generaal van de NAVO[1]

## Belgische prominenten
De uitreiking van het grootlint aan Belgische burgers is strikt gecontingenteerd en gereglementeerd. Elke uitreiking wordt gepubliceerd in het Belgische Staatsblad.

### A
- André baron Alen, uittredend voorzitter van het Grondwettelijk Hof (25 september 2020)
- Alex Arts, uittredend voorzitter van het Grondwettelijk Hof (25 september 2007)

### B
- Baron Marc Bossuyt, uittredend voorzitter van het Grondwettelijk Hof (8 december 2013)
- Lucien Buysse, grootmaarschalk van het Hof (12 juni 1997)
- Henri de Brouckère

### C
- Gérard Cooreman
- Henri Carton de Wiart
- Baron Chazal, minister van oorlog.

### D
- Albert Debêche, Luitenant-generaal-vlieger (8 april 2000)
- Baron Honoré Drubbel, Luitenant-generaal
- Armand De Ceuninck, minister van Oorlog
- Frank De Coninck, grootmaarschalk van het Hof (3 oktober 2006)
- Louis De Grève, uittredend voorzitter van het Arbitragehof (11 oktober 1999)
- Charles de Broqueville, eerste minister
- Etienne de Gerlache, eerste minister
- Paula D’Hondt-Van Opdenbosch, Koninklijk Commissaris voor het Migrantenbeleid (maart 1993)
- Jean-Pierre graaf de Launoit, voorzitter van de Koningin Elisabethwedstrijd (13 juli 2012)
- Gravin Solange de Liedekerke de Pailhe, hofdame van koningin Fabiola (10 oktober 2012)
- Eugène de Ligne
- Édouard Descamps, secretaris-generaal Institut de Droit International
- Edouard d'Huart, gouverneur van de provincie Namen
- Jean du Jardin, emeritus procureur-generaal bij het Hof van Cassatie (25 oktober 2005)
- Jules Marie Alphonse Jacques de Dixmude, luitenant-generaal
- Paul de Favereau, eerste minister

### G
- Roland Gillet, voormalig lid van de Senaat (11 oktober 2006)
- Jules Greindl, minister van Staat
- Walter Ganshof van der Meersch, vicevoorzitter van het Internationaal Instituut voor de Mensenrechten

### H
- Joseph Hellebaut
- Paul Hymans, voorzitter van de Volkenbond
- Camille Huysmans

### J
- Henri Jaspar

### K
- Andries Kinsbergen, minister van Staat

### L
- Marc Lahousse, ere eerste voorzitter van het Hof van Cassatie (23 april 2008)
- Eliane Liekendael, procureur-generaal bij het Hof van Cassatie (26 november 1998)
- Edmond Leburton

### M
- Pierre Marchal, eerste voorzitter van het Hof van Cassatie (27 mei 2003)
- Jules Malou
- Michel Melchior, uittredend voorzitter van het Grondwettelijk Hof (24 november 2010)
- Generaal Guy Mertens, gewezen hoofd van het Militair Huis van de Koning (2 maart 2005)
- Philippe Maystadt

### P
- Jean-Marie Piret, emeritus procureur-generaal bij het Hof van Cassatie (26 juni 2000)

### R
- Jules Renkin
- Charles Rogier, minister van Staat

### S
- Frank Swaelen, Erevoorzitter van de Senaat, Minister van Staat (19 oktober 1999)
- Paul-Henri Spaak, minister van Staat.
- Jean Spreutels, erevoorzitter van het Grondwettelijk Hof (21 november 2018)
- Oscar Stranard, emeritus eerste voorzitter van het Hof van Cassatie (2 april 1998)

### T
- Leo Tindemans, Lid van het Europees Parlement, Minister van Staat, gewezen Eerste Minister (13 april 1999)

### V
- generaal Joseph Van den put, hoofd van het Militair Huis van de Koning (27 november 2016)
- generaal-majoor-vlieger Wilfried Van Kerckhove, Grootmeester van het Huis van Koningin Fabiola (6 juli 2013)
- Herman Van Rompuy, gewezen Eerste Minister en Minister van Staat (17 december 2009)
- Guy Verhofstadt, gewezen Eerste Minister, Minister van Staat (13 april 2008)
- Gustave Marie Verspyck

### W
- vice-admiraal Pierre Warnauts, protocolchef van het Hof (13 december 2016)
- Jan F. Willems, eregrootmaarschalk van het Hof (19 december 2001)
- Charles Woeste, minister van Staat